# Patrick Caulfield
Pour les articles homonymes, voir Caulfield.
Patrick Joseph Caulfield, né à Londres le 29 janvier 1936 et mort le 29 septembre 2005, est un peintre, sérigraphe et illustrateur britannique, spécialiste du pop art.

## Biographie
Né à Acton en Londres d'une famille modeste, il travaille comme ouvrier puis s'engage à 17 ans dans la Royal Air Force. Il commence seulement en 1956 des études sur la peinture et rencontre en 1961 David Hockney, Allen Jones, Derek Boshier créateurs du pop art.
Il réinterprète les peintures de Delacroix comme La Grèce expirant sur les ruines de Missolonghi.
Il décède le 29 septembre 2005 et est enterré au cimetière de Highgate.

## Distinctions et honneurs
- Commandeur de l'Ordre de l'Empire britannique (CBE - 1996)
- Membre de la Royal Academy (RA - 1993)[1]